# Asude Kalebek
Asude Selma Kalebek (* 18. Juni 1999 in Istanbul) ist eine türkische Schauspielerin.

## Leben und Karriere
Sie studierte an der Boğaziçi Üniversitesi und spielte 2021 in der Netflixserie Der Club die Hauptrolle.

## Filmografie
- 2021–2022: Der Club (Kulüp, TV-Serie)
- 2024: Sakla Beni (Fernsehserie)